# Night Divides the Day - The Music of the Doors
Night Divides the Day - The Music of the Doors é o décimo segundo álbum do pianista americano George Winston. Foi lançado em 2002. Chegou à 91ª colocação na The Billboard 200 e à primeira colocação da Top New Age Albums. Como o nome sugere, o álbum possui versões de canções da banda americana The Doors. Ray Manzarek, tecladista da banda, afirmou: "Eu amo esse CD; George pegou a essência dos The Doors e adicionou sua própria voz única".

## Faixas
1. "Spanish Caravan" - 5:28
2. "The Crystal Ship" - 5:11
3. "People Are Strange" - 3:24
4. "Love Street"	- 4:16
5. "Love Me Two Times" - 3:10
6. "Love Her Madly" - 4:32
7. "Wishful, Sinful" - 3:50
8. "Light My Fire" - 9:55
9. "My Wild Love" - 6:08
10. "Summer's Almost Gone" - 5:27
11. "I Can't See Your Face in My Mind" - 4:09
12. "Riders on the Storm" - 7:50
13. "Bird of Prey" - 2:52